# Riocreuxia
Riocreuxia (лат.) (возможное русскоязычное название: Риокреуксия) — род растений семейства Кутровые (Apocynaceae) произрастающий на территории Южной Африки.

## Название
Родовое латинское (научное) название Riocreuxia дано в честь Альфреда Риокрё (1820—1912), французского ботанического иллюстратора.

## Описание

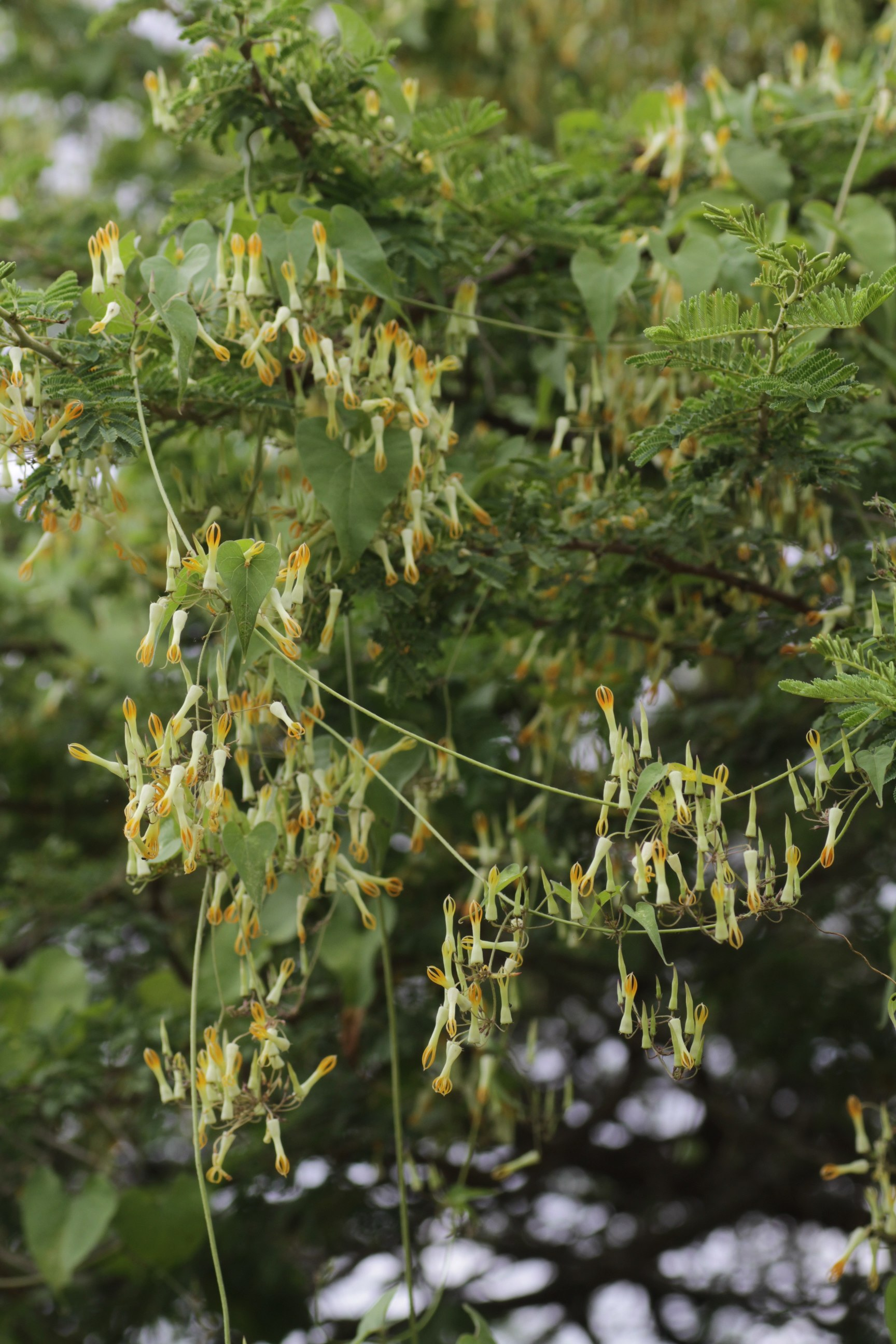
Riocreuxia polyantha

Большинство видов этого рода представлены травянистыми, ползучими растениями, которые способны образовывать плотное зеленое растительное покрытие.
Они являются многолетними травами с корневищем, частично превращенным в деревянистую структуру, от которого исходит пучок слегка мясистых или волокнистых корней. Стебли этих растений могут быть однолетними, вьющимися, лазающими, иногда прямостоячими и опушенными, а также иногда одревесневающими у основания. Листья располагаются парами, имеют черешки и обычно представляют собой широкояйцевидную или сердцевидную форму с основанием.
Растения имеют свободно разветвленные соцветия. В цветках присутствуют пять чашелистиков, а венчик обычно имеет трубчатую или цилиндрическую форму в нижней части и часто слегка вздут или напоминает колокол. Плоды представляют собой листовки, которые могут быть круглыми (цилиндрическими и сужающимися) или веретенообразными (сужающимися с обоих концов), содержащими многочисленные семена. Семена обладают крыльями и имеют волоски на вершине.

## Распространение и экология
Природный ареал включает следующие страны и провинции Южной Африки: Ангола, Бурунди, Лесото, Малави, Мозамбик, Руанда, Эсватини, Танзания, Замбия, Зимбабве и Южно-Африканская Республика (Северная провинция, Капская провинция, Фри-Стейт и Квазулу-Натал).
Семена распространяются ветром и оснащены пучком волос, которые раскрываются при высвобождении семян из плода. Это обеспечивает возможность их переноса даже слабым ветром.

## Таксономия

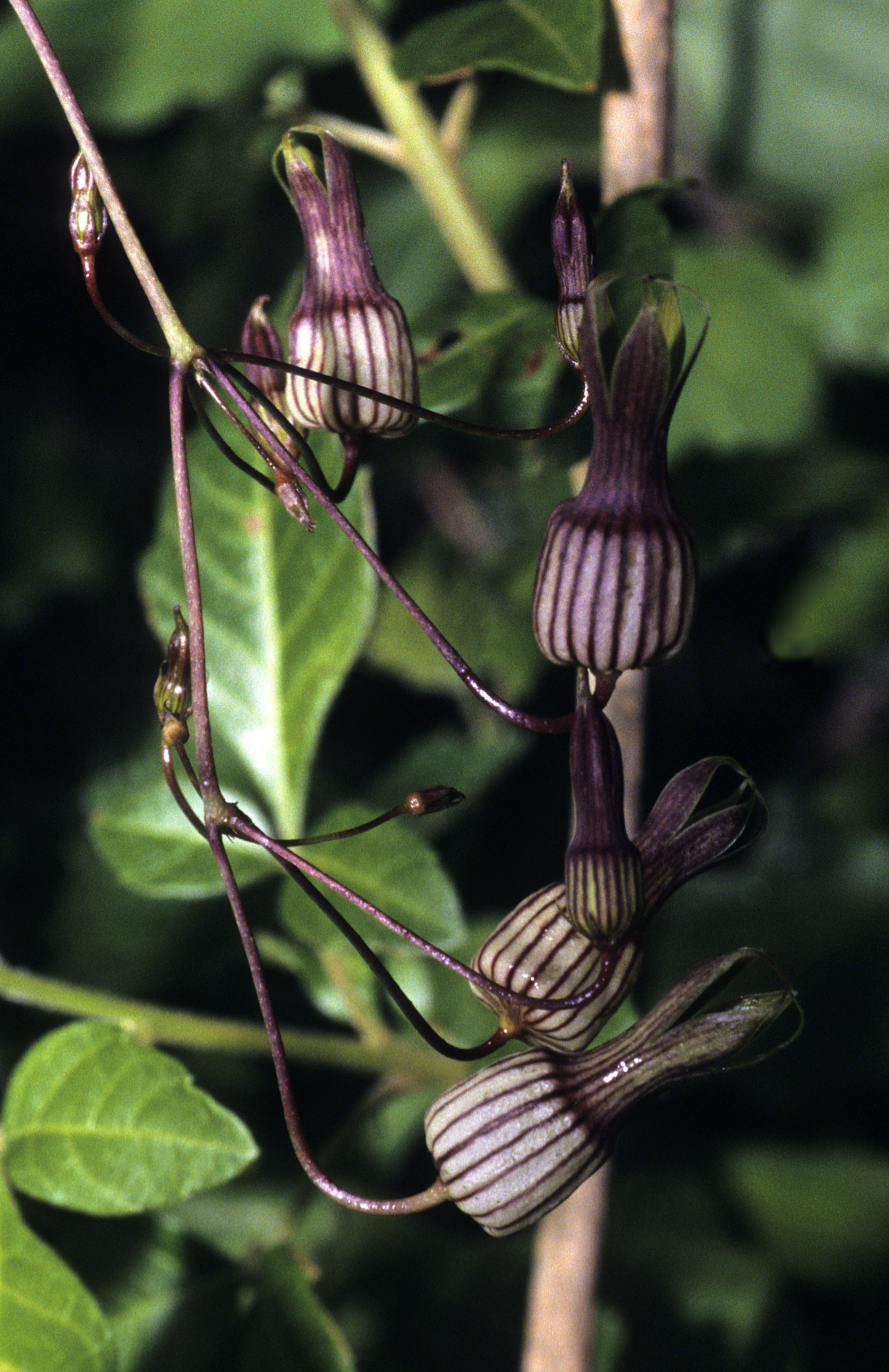
Riocreuxia picta

Род Riocreuxia был впервые описан в 1844 году Декеном на основе Riocreuxia torulosa, который ранее был включен Майером в род Церопегия (Ceropegia) в 1837 году. Название рода Riocreuxia дано в честь Альфреда Риокрё (1820–1912), французского художника-ботаника, который хорошо изобразил растение на основе гербарного материала.
Венчик цветка у рода Riocreuxia ячеистый, как и у рода Ceropegia, и поэтому изначально Хубер в 1957 году отнес его к последнему роду. Этот признак считается результатом параллельной эволюции, хотя другие характеристики указывают на то, что он, вероятно, более тесно связан с трибой Marsdenieae.
Riocreuxia Decne., первое упоминание в A.P.de Candolle, Prodr. 8: 640 (1844).

### Виды
Подтвержденные виды (10) по данным сайта Plants of the World Online на 2023 год:
- Riocreuxia aberrans R.A.Dyer
- Riocreuxia alexandrina (H.Huber) R.A.Dyer
- Riocreuxia bolusii N.E.Br.
- Riocreuxia chrysochroma (H.Huber) Radcl.-Sm.
- Riocreuxia flanaganii Schltr.
- Riocreuxia picta Schltr.
- Riocreuxia polyantha Schltr.
- Riocreuxia splendida K.Schum.
- Riocreuxia torulosa Decne.
- Riocreuxia woodii N.E.Br.